# Thamala sarupa
Thamala sarupa är en fjärilsart som beskrevs av Corbet 1944. Thamala sarupa ingår i släktet Thamala och familjen juvelvingar. Inga underarter finns listade i Catalogue of Life.